# Bannalli, Homnabad
Bannalli là một làng thuộc tehsil Homnabad, huyện Bidar, bang Karnataka, Ấn Độ.